# Zdemyslice
Obec Zdemyslice (do roku 1923 Domyslice, německy Domislitz) se nachází v okrese Plzeň-jih, kraj Plzeňský. Žije zde 654 obyvatel. Nejbližším městem jsou Blovice, vzdálené asi tři kilometry. V obci se nachází od roku 1904 železniční zastávka na trati Plzeň – České Budějovice (trať 191).

## Historie

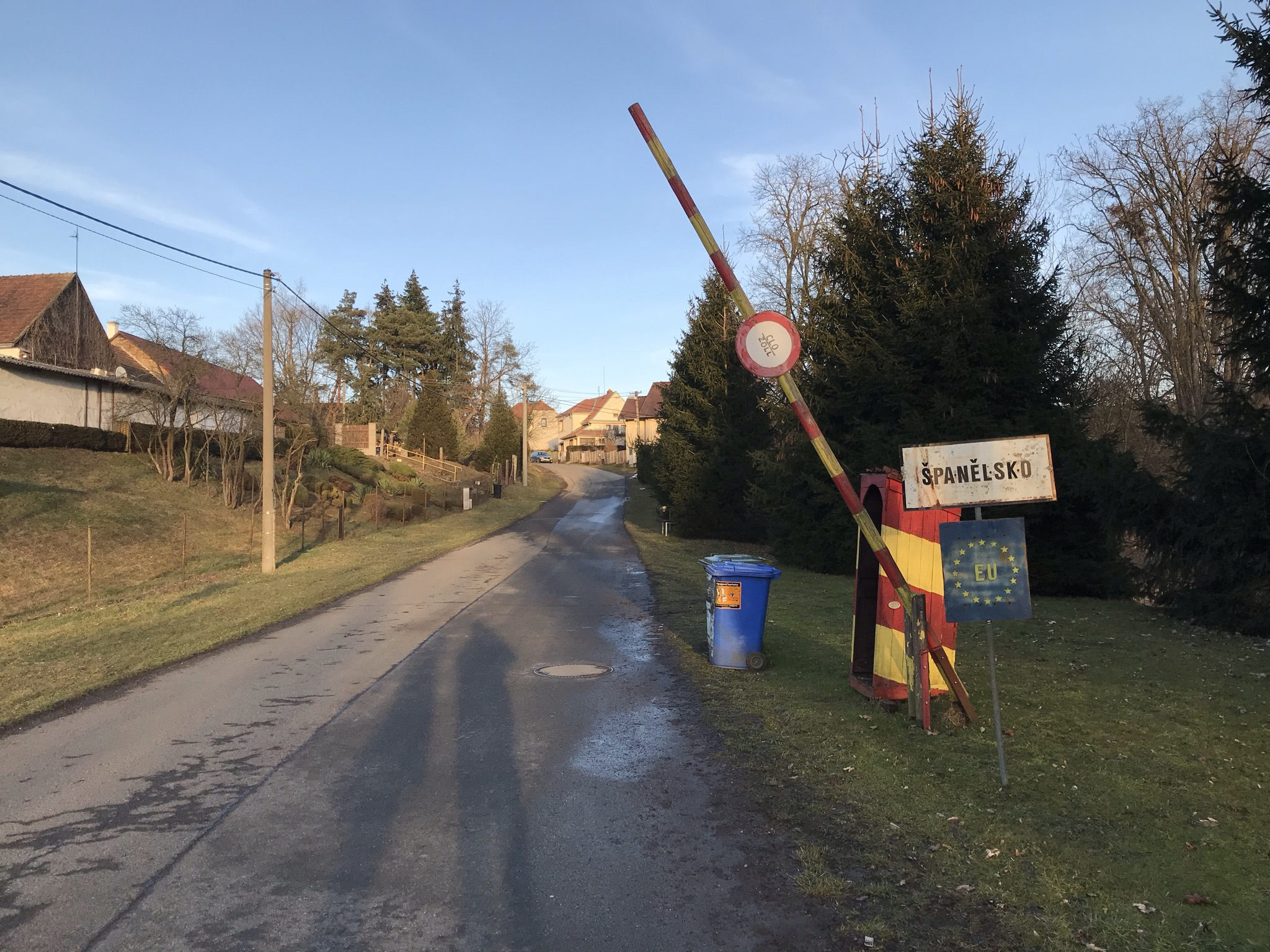
Čtvrť Španělsko na severu obce

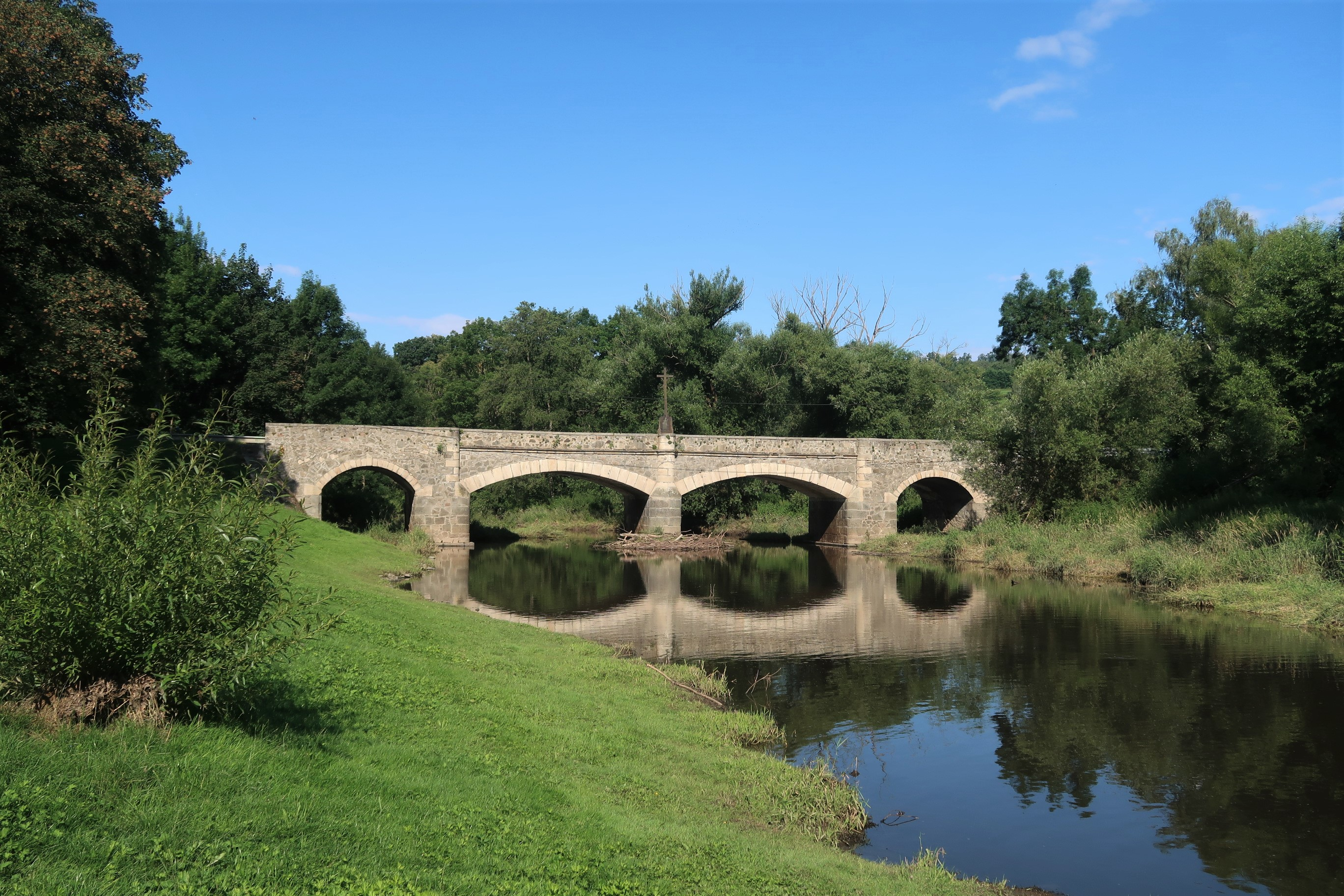
Kamenný most přes řeku Úslavu pod kostelem

První písemná zmínka o obci pochází z roku 1115.

## Obecní správa
Od 1. ledna 1976 do 31. srpna 1990 k obci patřily Chlumánky a Vlčtejn.

## Pamětihodnosti

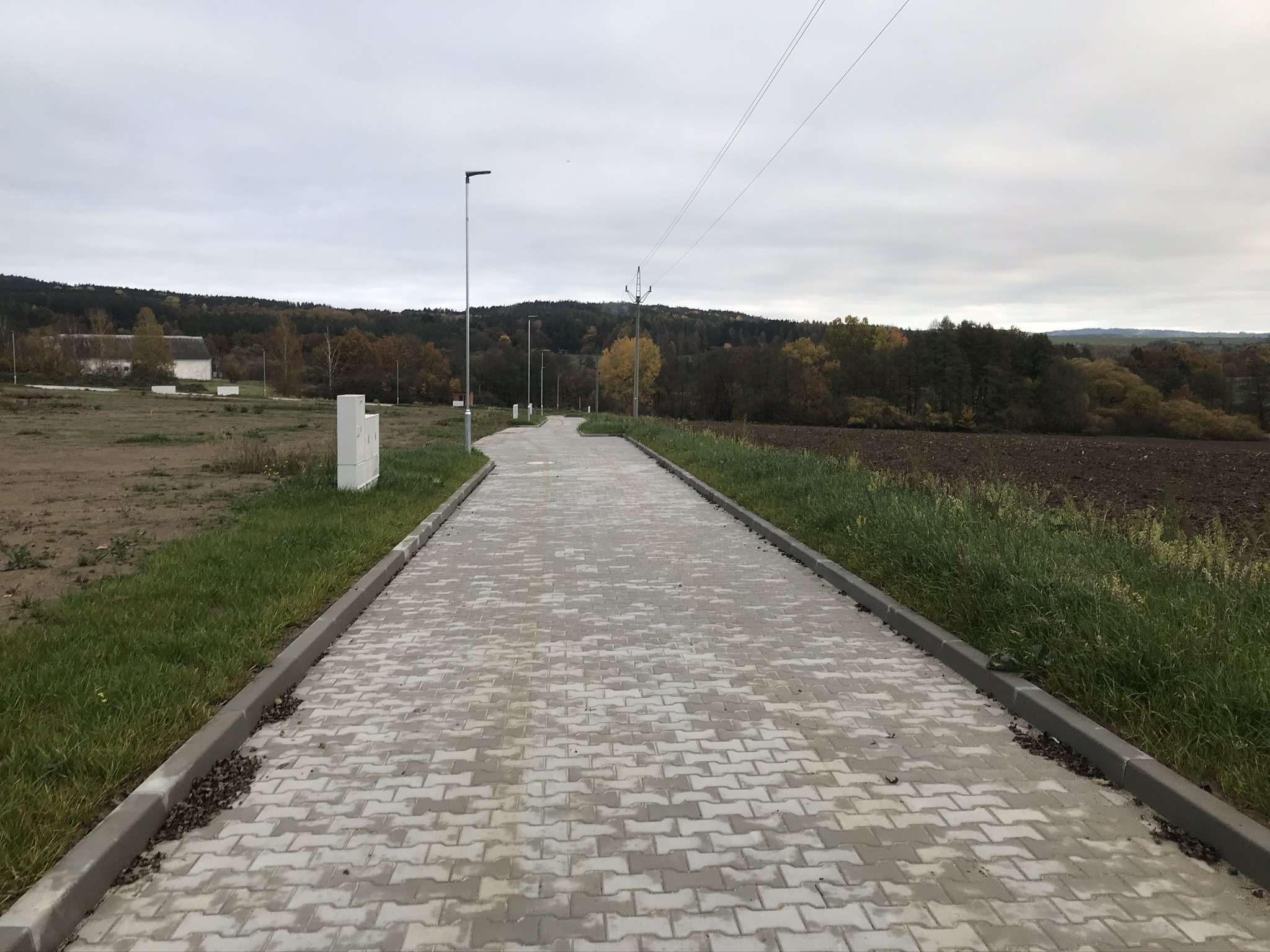
Stavba nové obytné zóny na kraji obce

- Kostel svatého Mikuláše